# Silvino Vidal
Silvino Vidal (Albergaria-a-Velha, 21 de marzo de 1850-Pelotas, 9 de agosto de 1937) escritor luso-brasileño. 
Tras el fallecimiento de su madre, se estableció en Porto Alegre con su hermana y su padre, allí publicó su primer poema en el diario local Álbum Semanal.
Escribió para varias publicaciones como Álbum Semanal, O Mosquito, Diabrete, Eco do Sul o Diário de Rio Grande y fue miembro del Partenon Literário.

## Libros
- Margaridas (1880)
- Aquarelas (1885)